# امیرحسین زارع‌زاده
امیرحسین زارع‌زاده (زادهٔ ۱۶ شهریور ۱۳۸۰ – درگذشتهٔ ۶ دی ۱۳۹۸) یکی از کشته‌شدگان پس از اعتراضات آبان ۱۳۹۸ ایران بود.

## زندگی‌نامه
امیرحسین زارع‌زاده، ۱۶ اردیبهشت سال ۱۳۸۰ متولد شد. او فرزند اول خانواده بود و به همراه پدر و مادرش در ملارد زندگی می‌کرد.

## کشته‌شدن
امیرحسین زارع‌زاده ۲۵ آبان ۱۳۹۸، در جریان اعتراضات آبان ۱۳۹۸ ایران در ملارد، سرآسیاب مورد اصابت دو گلولهٔ نیروهای امنیتی قرار گرفت. یک گلوله به دست و گلولهٔ دیگر به پهلوی او اصابت کرد. وی را ابتدا به بیمارستان شهریار منتقل کردند. امیرحسین زارع‌زاده در این بیمارستان مورد عمل جراحی ناموفق قرار گرفت. پس از ۹ روز او را به بیمارستان میلاد تهران منتقل کردند که به‌دلیل عدم رسیدگی مناسب و تأخیر در انتقال به موقع به بیمارستان میلاد تهران، به علت عفونت شدید، در تاریخ ۱۴ آذر دست چپش از کتف قطع شد و به کما رفت. او پیش از اینکه به کما برود، با تشنگی بسیار، مدام از مادرش طلب آب می‌کرد اما کادر درمان به علت مسائل درمانی اجازهٔ خوردن آب به وی ندادند. گلوله دومی که به امیرحسین زارع‌زاده اصابت کرده بود باعث سوراخ شدن ریه و گیر کردن گلوله در نخاع، و قطع نخاعش شده بود. او پس از گذشت ۴۲ روز در کما، ۶ دی ۱۳۹۸ جان‌باخت و پیکر وی در امامزاده ابراهیم ملارد به خاک سپرده شد.

## حواشی
- برای عمل کردن امیرحسین، خانوادهٔ زارع‌زاده مجبور به پرداخت پول تیر شدند.[۲]
- پیکر امیرحسین زارع‌زاده، ۴ روز در سردخانه کهریزک نگهداری شد. مأموران امنیتی از تحویل جنازه خودداری می‌کردند و پس از اخذ تعهدنامه مبنی بر عدم برگزاری مراسم از پدر امیرحسین، پیکر او را به خانواده‌اش تحویل دادند.[۲]
- خانوادهٔ زارع‌زاده پس از یک سال سکوت خود را شکستند و دربارهٔ فرزندشان اطلاع‌رسانی کردند و به دادخواهی پرداختند.[۲]
- در خرداد سال ۱۴۰۰، پدر امیرحسین زارع زاده با انتشار ویدئویی، از مردم درخواست کرد تا از شرکت در انتخابات خودداری کنند. او در بخشی از سخنانش گفت: «من پدر جاوید نام امیرحسین زارع‌زاده هستم. من به حرمت خون تمام شهدای آبان ماه و پسرم، در انتخابات شرکت نمی‌کنم. رأی من سرنگونی دیکتاتوری است. رأی من سرنگونی جنایتکاران است. رأی من سرنگونی وطن‌فروشان است. من از تمامی مردم می‌خواهم، به حرمت خون شهیدانی که تا کنون کشته شده‌اند در این انتخابات شرکت نکنند. اگر در این انتخابات شرکت کنید. سرنوشت شما هم مانند سرنوشت ما می‌شود».[۷][۸]
- خرداد ۱۴۰۰، پدر و مادر امیرحسین زارع‌زاده در ویدئویی که از مزار فرزندشان منتشر کردند، گفتند: «اومدیم منزل امیرحسینمون. ما هم دوره قبلی رأی دادیم یک سال و نیم تفریحمون شده اینجا، بهترین جایی که می‌شناسیم شده اینجا. ما دلمون برای مردم میسوزه عاقبتشون مثل ما نشه. مردم رأی ندین. رأی ما سرنگونی.»[۵]
- آبان ۱۴۰۰، مادر امیرحسین زارع‌زاده شرح داد که پس از یورش مأموران به آن‌ها گفته‌است، نه‌تنها مرعوب فشارهای امنیتی نخواهد شد، بلکه بنر بزرگی از عکس فرزندش و دیگر کشته‌شدگان آبان را بالا می‌برد و روی آن می‌نویسد «خامنه‌ای قاتل است».[۹]
- دی ۱۴۰۰، نیروهای امنیتی با تماس تلفنی، از مادر امیرحسین زارع‌زاده خواستند تا از برگزاری مراسم دومین سالگرد جان‌باختن فرزندش خودداری کند.[۱۰]
- مادر امیرحسین زارع زاده بر مزار فرزندش در دومین سالگرد جانباختن او، با اشاره به نیروهای امنیتی که در اطرافشان ایستاده بودند گفت: «گریه نمی‌کنم چون دشمنا وایستادن، دشمن وایستاده، گریه نمی‌کنم.»[۱۱]
- مراسم دومین سالگرد جان‌باختن امیرحسین زارع‌زاده، ۸ دی ۱۴۰۰ به دلیل ممانعت از برگزاری مراسم بر سر مزار او، در منزل پدرش برگزار شد. در این مراسم تعدادی از مادران و پدران جانباختگان آبان ۱۳۹۸ از جمله مادران و پدران فرهاد مجدم، مهرداد معین‌فر، مهرزاد رضایی، امید رضایی، پویا بختیاری، پژمان قلی‌پور، ابراهیم کتابدار، نوید بهبودی و مهدی سلمانزاده نیز حضور داشتند. آنها بر دادخواهی خون فرزندان خود تأکید کرده و همچنین خواهان آزادی زندانیان سیاسی شدند.[۱۲][۱۳][۱۴]